# Рэмзи, Аллан (поэт)
Аллан Рамсей — старший (Рамзай; Рэмзи; англ. Allan Ramsay the Elder; 5 октября 1686 — 7 января 1758) — шотландский поэт и издатель, фольклорист. Занимался собиранием баллад, способствовал сохранению древней народной поэзии.

## Биография
Аллан Рамсей родился в Ледхиллсе, Ланаркшир. Он был сыном шотландца Джона Рамсея и его супруги Элис Бауэр. Джордж Челмерс, один из биографов поэта, утверждал, что Джон Рамсей принадлежал к Рамсеям оф Кокпен (Ramsays of Cockpen) — младшему ответвлению Рамсеев оф Дальхьюзи (Ramsays of Dalhousie) — базовой ветви клана Рамсей.
Образование Аллан Рамсей получил в приходской школе в Кроуфорде; его мать скончалась в 1700 году, после чего в 1701 году он начал работать подмастерьем у изготовителя париков в Эдинбурге. В 1712 году Рамсей женился на Кристиан Росс и тогда же сам начал изготавливать парики. У пары было шестеро детей. Их первенец Аллан Рамсей-младший стал крупным художником-портретистом.
В 1707 году Аллан Рамсей стал одним из основателей общества «Easy Club» и начал писать стихи. В 1715 году он стал поэтом-лауреатом клуба. Этот клуб был создан после унии Шотландии с Англией группой якобитов, которые выступали против невыгодного для шотландцев союза. Члены клуба пользовались литературными псевдонимами. Рамсей был первоначально известен в нём под именем Исаак Бикерстафф (англ. Isaac Bickerstaff), в честь героя Ричарда Стила. Кроме того, он использовал и псевдоним Гэвин Дуглас (Gawin Douglas), в честь своего деда-писателя. В 1716 году вышла его работа «Christ’s Kirk on the Green» на основе Банатейнского манускрипта (англ. Bannatyne Manuscript), с его собственными комментариями и дополнениями, а в 1718 году он начал публиковать свои стихи и год спустя издал сборник «Scots Songs» («Шотландские песни»). Успех сборника привёл в 1722 году к выходу дополненного издания.
С 1724 по 1727 год Рамсей опубликовал ещё два сборника шотландских песен: некоторые из них были написаны самим Рамсеем, некоторые его друзьями, некоторые были известными народными балладами. Эти стихи были объединены под названием «The Tea-Table Miscellany». Коллекция шотландских песен, сложенных до 1600 года, была издана Рамсеем под заглавием «The Ever Green». В 1725 году вышла его новая поэма «Gentle Shepherd», ставшая известной и успешной, в 1729 году по ней была поставлена опера. В 1726 году Рамсей анонимно опубликовал сборник «Poems in English and Latin, on the Archers and Royal Company of Archers, by several Hands». Полное собрание его стихотворений было опубликовано в Лондоне в 1731 году и в Дублине в 1733 году.
В 1733 году Аллан Рамсей-старший приобрёл, при финансовой поддержке сына, участок на Замковом холме Эдинбурга и разбил там Рамсеевы сады (Ramsay Gardens) и выстроил серый особняк, прозванный современниками «Гусиным пирогом». Жена Рамсея умерла в 1743 году. В 1745 г. Рамсей предоставил «Гусиный пирог» под явочную квартиру якобитов.
В 1755 году Рамсей оставил издательское дело и переселился в дом на склоне скалы Кэст-Рок, который и поныне называют «коттеджем Рамсея». Умер 7 января 1758 года; был похоронен на кладбище Грейфрайерс в Эдинбурге.